# Adrián Díaz
Adrián Díaz (* 17. September 1990 in Barcelona) ist ein spanischer Eistänzer. Er vertrat Spanien bei den Olympischen Winterspielen 2014 und 2022.

## Karriere
Im Jahr 2008 begann Díaz das gemeinsame Training mit Sara Hurtado. Das Paar nahm an den Eiskunstlauf-Juniorenweltmeisterschaften 2009 (Platz 32), 2010 (Platz 16) und 2011 (Platz 9) teil. Im Dezember 2011 begannen Díaz und Hurtado in Montreal bei Marie-France Dubreuil und Patrice Lauzon zu trainieren. Bei den Eiskunstlauf-Weltmeisterschaften 2012 in Nizza gelang dem Paar erstmals die Qualifikation für den Kürtanz. Bei den Olympischen Winterspielen 2014 in Sotschi erreichte das Paar bei der olympischen Premiere Spaniens im Eistanz Platz 13. In der nächsten Saison stellte das Paar bei den Eiskunstlauf-Europameisterschaften 2015 in Stockholm mit 155,81 Punkten eine persönliche Bestleistung auf, was ihnen den fünften Platz einbrachte. Im Oktober 2015 beendete Hurtado die Partnerschaft mit Díaz.

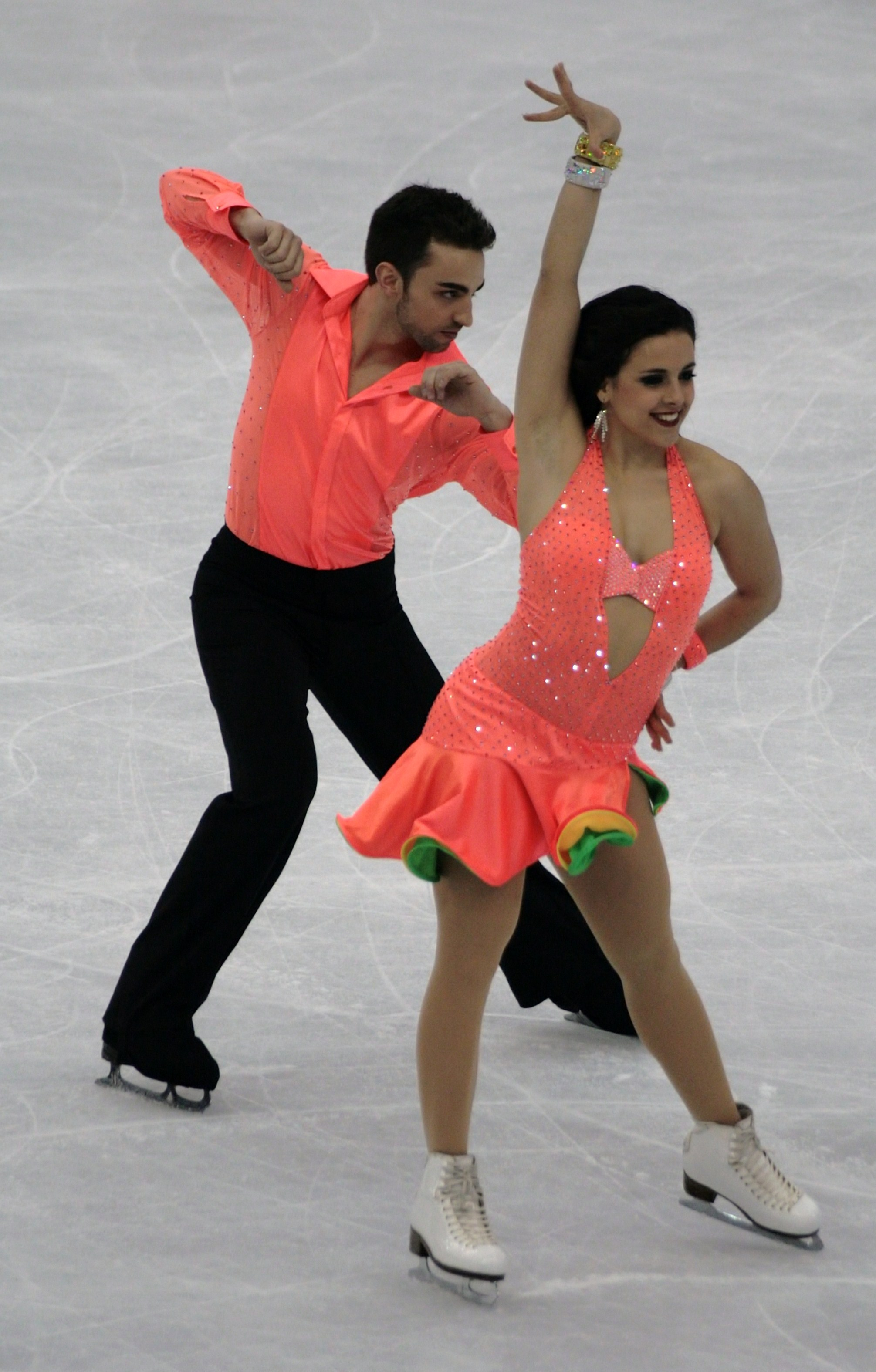
Díaz und Hurtado bei der WM 2012

Bei den spanischen Meisterschaften 2017 wurden Díaz und seine neue Partnerin Olivia Smart Zweite hinter Sara Hurtado und ihrem neuen Partner Kirill Chaljawin. Im Folgejahr wurden Díaz und Smart spanische Meister und Zwölfte bei den Eiskunstlauf-Weltmeisterschaften 2018, während Hurtado und Chaljawin Spanien bei den Europameisterschaften und den Olympischen Spielen vertraten.
In der Saison 2021/22 gewannen Díaz und Smart mit Bronze bei Skate Canada ihre erste Medaille bei einem Wettbewerb der ISU-Grand-Prix-Serie. Nach ihrem vierten Platz bei den Eiskunstlauf-Europameisterschaften 2022 wurden sie für den spanischen Startplatz im Eistanz bei den Olympischen Winterspielen 2022 ausgewählt. In Peking erreichte Díaz zusammen mit Olivia Smart mit einer persönlichen Bestleistung von 199,11 Punkten den achten Platz. Díaz beendete seine zweiten Olympischen Spiele als Fahnenträger der spanischen Mannschaft bei der Abschlussfeier.
Im Mai 2022 gab Díaz das Ende seiner Karriere bekannt.

## Ergebnisse
Zusammen mit Sara Hurtado:
| Meisterschaft / Jahr      | 2009    | 2010    | 2011    | 2012    | 2013    | 2014    | 2015    |
| ------------------------- | ------- | ------- | ------- | ------- | ------- | ------- | ------- |
| Olympische Winterspiele   |         |         |         |         |         | 13.     |         |
| Weltmeisterschaften       |         |         | 23.     | 19.     | 19.     | 16.     | 14.     |
| Europameisterschaften     |         |         | 15.     | 16.     | 15.     | 10.     | 5.      |
| Spanische Meisterschaften | 1.      |         |         | 1.      | 1.      | 1.      | 1.      |
| Wettbewerb / Saison       | 2008/09 | 2009/10 | 2010/11 | 2011/12 | 2012/13 | 2013/14 | 2014/15 |
| GP Skate Canada           |         |         |         |         |         |         | 8.      |
| GP Trophée Eric Bompard   |         |         |         | 8.      |         |         | 4.      |
| Universiade               |         |         | 4.      |         |         | 8.      | 2.      |
| GP = Grand Prix           |         |         |         |         |         |         |         |

Zusammen mit Olivia Smart:
| Meisterschaft / Jahr        | 2017    | 2018    | 2019    | 2020    | 2021    | 2022    |
| --------------------------- | ------- | ------- | ------- | ------- | ------- | ------- |
| Olympische Winterspiele     |         |         |         |         |         | 8.      |
| Weltmeisterschaften         | 18.     | 12.     |         |         |         |         |
| Europameisterschaften       |         |         | 8.      | 8.      |         | 4.      |
| Spanische Meisterschaften   | 2.      | 1.      | 2.      | 1.      |         | 1.      |
| Wettbewerb / Saison         | 2016/17 | 2017/18 | 2018/19 | 2019/20 | 2020/21 | 2021/22 |
| GP Internationaux de France |         |         | 7.      | 4.      |         |         |
| GP Skate America            |         |         |         | 4.      |         | 4.      |
| GP Skate Canada             |         | 6.      | 5.      |         |         | 3.      |
| GP = Grand Prix             |         |         |         |         |         |         |